# مارتن مولر نيلسن
مارتن مولر نيلسن (بالدنماركية: Martin Møller Nielsen)‏ هو شخصية أعمال دنماركي، ولد في 1964 في Skive Municipality ‏ في الدنمارك.